# Svatý Prokop

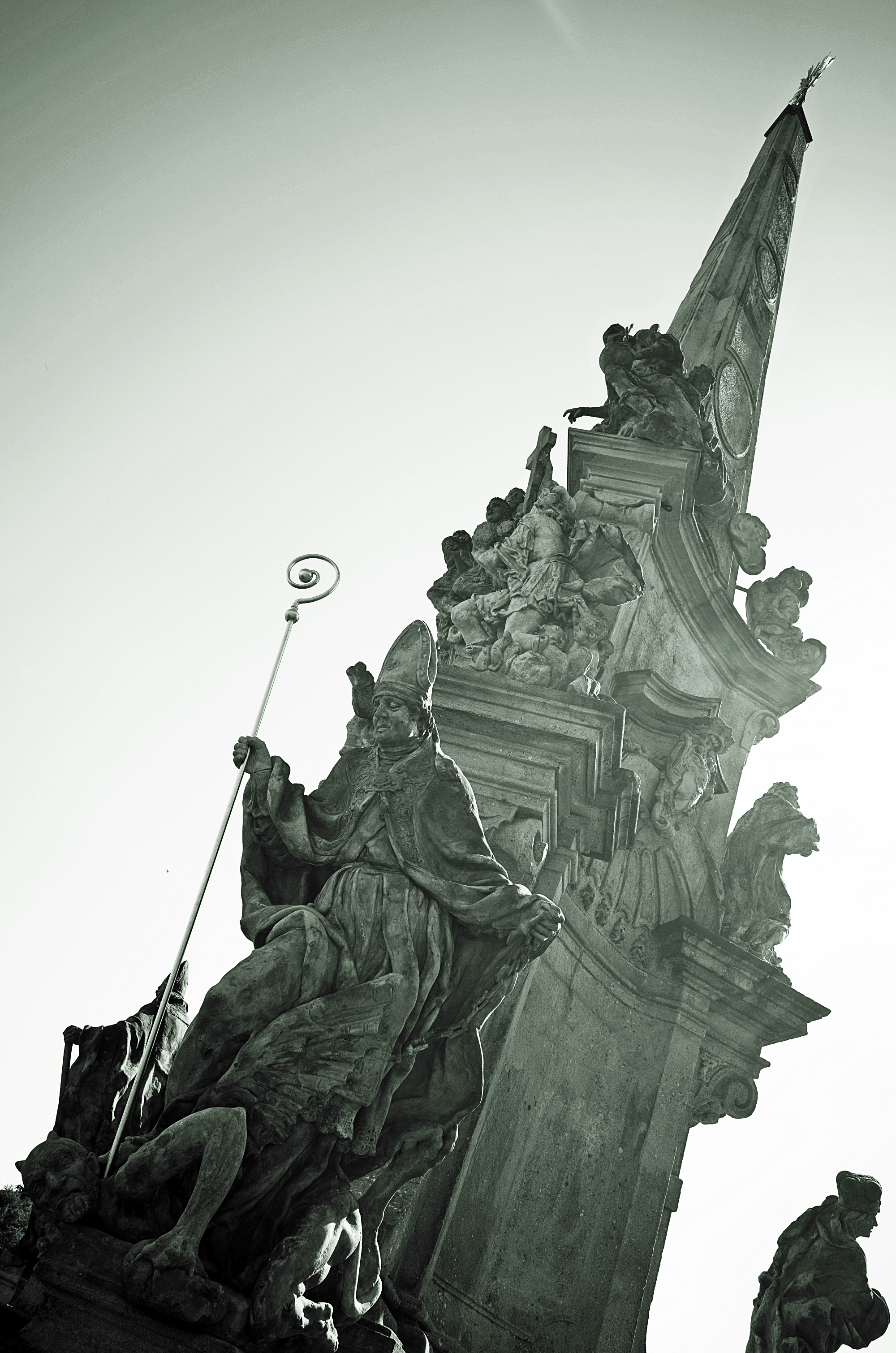
Socha Sv. Prokopa z dílny Matyáše Bernarda Brauna stojící ve Valeči

Svatý Prokop (konec 10. století Chotouň – 25. března 1053 Sázava) byl původně světský kněz, později poustevník, spoluzakladatel a první opat Sázavského kláštera. Svatořečen byl roku 1204.

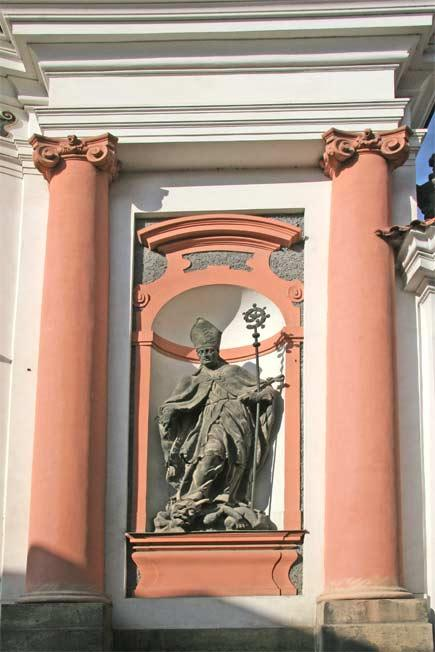
Barokní socha svatého Prokopa na kostele svatého Jana Nepomuckého v Kutné Hoře

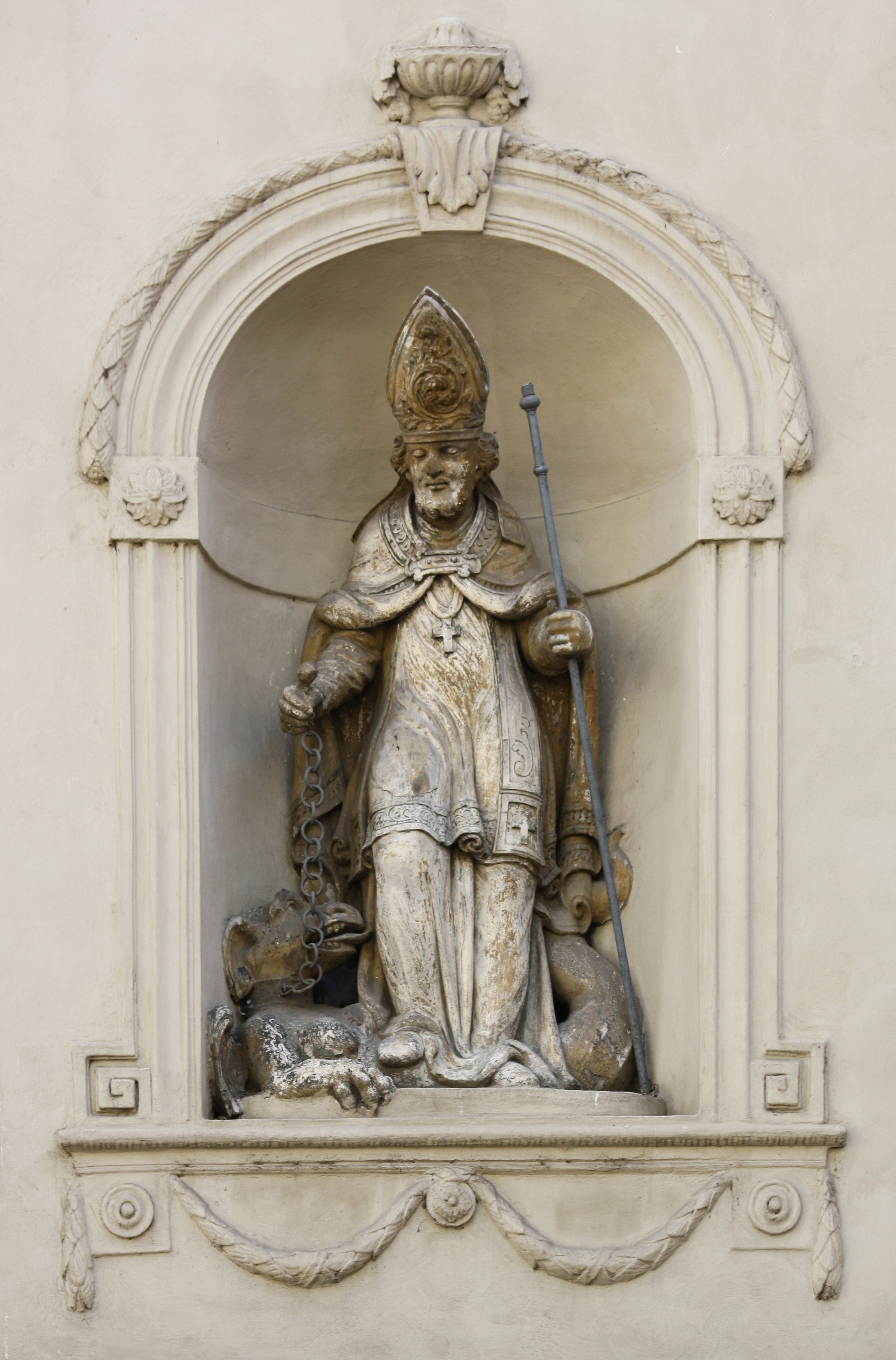
Sv. Prokop se zkroceným ďáblem v podobě draka na řetězu u nohou. Barokní socha na zrušeném kostele sv. Prokopa na pražské Malé Straně

## Život
O svatém Prokopu nevíme bezpečně nic více než to, že zemřel roku 1053, a že byl prvním opatem benediktinského kláštera na Sázavě, ve kterém se sloužily slovanské bohoslužby. Všechny ostatní údaje o jeho životě jsou dílem pozdější klášterní hagiografie 12. až 14. století, která Prokopův obraz podle svých potřeb postupně upravovala a vylepšovala.
Narodil se v Chotouni, stal se světským knězem, avšak této kariéry se vzdal, stáhl se do ústraní a stal se poustevníkem. S pomocí knížete Oldřicha vznikla postupně kolem Prokopovy poustevny mnišská osada obydlená učedníky, kteří chtěli žít stejně jako on. Prokop se posléze stal prvním opatem kláštera, kterému velmi vypomáhal též Oldřichův nástupce Břetislav. Sázavský klášter, který převzal řeholi otce západního mnišství, sv. Benedikta, byl jedním z posledních míst v Čechách, kde se provozovala liturgie ve staroslověnštině a pěstovala staroslověnská vzdělanost obecně.
Zřejmě krátce po jeho smrti ve 2. polovině 11. století byla napsána první staroslověnská prokopská legenda.

## Světec
Podle některých historiků byl Prokop jako první český světec řádně kanonizován papežem podle papežstvím prosazovaných církevních norem. Jeho kanonizace prý neprobíhala hladce. Sázavský opat Blažej nejprve strávil určitý čas v Římě, aby se zasadil o zahájení kanonizačního procesu, ale bezúspěšně. Poté, co utratil všechny peníze, se prý vydal na zpáteční cestu. Tehdy podle legendy Vita minor samotný Prokop pohrozil ve snu papeži, že jej ztluče, nevzdá-li mu patřičnou úctu. Papež Inocenc III. pak prý zavolal opata Blažeje nazpět, svolal kardinály a zahájil kanonizační řízení. Zdá se, že papež nakonec vyhověl snaze českých představitelů o Prokopovo svatořečení (také) proto, aby si příliš nezprotivil krále Přemysla Otakara, neboť zároveň odmítl jeho žádost o povýšení pražského biskupství na arcibiskupství. Samotný slavnostní akt svatořečení proběhl 4. července 1204 v Čechách. Vedl jej z Inocencova pověření papežský legát kardinál Guido.
Historik Petr Kubín však papežskou kanonizaci sv. Prokopa zpochybňuje. Zprávu o ní totiž přináší jediný pramen, datovaný až do doby Karla IV. K ostatním čtyřem kanonizacím papeže Inocence III. se dochovaly papežské listiny, ke kanonizaci opata Prokopa však žádná neexistuje. Papež Inocenc rozhodně nemohl mít zájem na svatořečení ženatého kněze, který sloužil liturgii v Řehořem VII. zakázaném slovanském jazyce, jenž dokonce zbil latinského (tj. pro papežství pravověrného) opata. Navíc kardinál Guido od S. Maria v Trastevere, který údajně 4. července 1204 na Sázavě prohlásil Prokopa za svatého, je doložen o tři dny dříve v Římě. Na druhou stranu však v neděli 4. července 1204 muselo k důležité události ve vývoji Prokopova kultu dojít, protože už ve 13. století pražský kanovník sepisující druhé pokračování Kosmovo zmínil rok 1204 jako rok kanonizace sv. Prokopa a již v Codexu gigas je 4. červenec uveden jako Prokopův svátek. Podle Kubína se tehdy na Sázavě nejspíše uskutečnilo liturgické vyzdvižení ostatků opata Prokopa z původního hrobu k oltáři (tzv. elevace), mající hodnotu svatořečení, u něhož možná nemusel být přítomen ani pražský biskup, natož papežský legát.
Je uctíván jako jeden z českých zemských patronů. Je zařazen i v litanii „Všichni svatí za nás proste“ Svatováclavského chorálu. Roku 1588 byly Prokopovy ostatky přeneseny do Prahy a uloženy v kostele Všech svatých na Pražském hradě. Zde byly původně uloženy ve zdobné tumbě v presbytáři. Po roce 1755 však začaly kostel sporadicky využívat obyvatelky sousedního Ústavu šlechtičen. Záhy si začaly stěžovat, že Prokopův náhrobek jim v presbytáři překáží.
V roce 1768 proto došlo k rozebrání tumby a uložení ostatků ve skromnějším oltáříku na boku kostela při vstupu do sakristie.

## Ikonografie
Ve středověku byl svatý Prokop zobrazován jako řeholník v mnišském oděvu, nejčastěji v černé kutně benediktinského řádu. V baroku také jako opat v pontifikáliích s berlou a mitrou. Může v ruce držet knihu (řehole sv. Benedikta) a od 17. století kříž, kterým krotí ďábla. Jeho hlavním individuálním atributem je ďábel upoutaný na řetěze, kterého má u nohou, nebo na něm stojí, nebo ho má zapřaženého do pluhu (oře s ním). Vyobrazen bývá v prostředí jeskyně. Je-li v epickém výjevu, pak stojí u studánky s knížetem Oldřichem, nebo sedí v jeskyni, či oře na poli. Mezi českými patrony zaujímá páté či šesté místo, často po boku sv. Vojtěcha a Pěti sv. bratří. Při jeho identifikaci někdy dochází k záměně se sv. Ivanem nebo sv. Vintířem.

### Patrocinia
Je spolupatronem Čech, benediktinského řádu, patronem města Sázava, Prokopského údolí v Praze, rolníků, horníků, vinařů a poustevníků. Horníci v Příbrami odedávna organizovali Svatoprokopskou pouť, která se ve výroční den koná dosud.

## Remešský evangeliář
Svatému Prokopu bývá připisovaný Remešský evangeliář, staroslovanský iluminovaný rukopis, který je součástí katedrálního pokladu ve francouzské Remeši. Český přípisek z roku 1395 dokonce označuje text za Prokopovo vlastnoruční dílo (autograf).

## Hagiografie

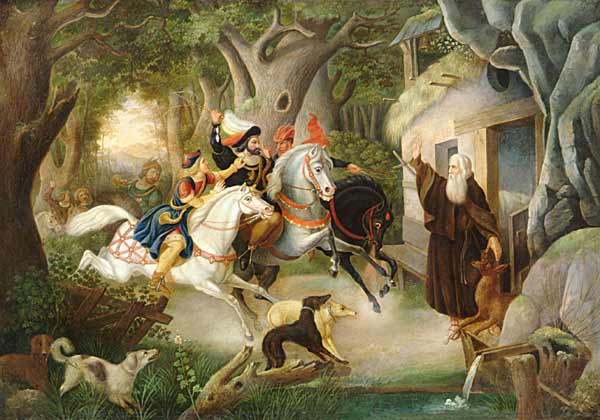
Kníže Oldřich se na honu setkává se svatým Prokopem, neznámý autor, polovina 19. století, olej na plechu

O životě sv. Prokopa pojednávají následující legendy:

### Latinské legendy
- Vita minor (Život menší) z poloviny 12. století. Jde o nejstarší dochovanou prokopskou legendu. Podle Bohumila Ryby je zpracováním staroslověnské legendy z 11. století, která se ovšem nedochovala.
- Vita antiqua (Život starobylý), po svém nálezci zvaná též legenda Feifalikova, ze 2. pol. 13. stol. Obsahově čerpá z Vita minor.
- Vita maior (Život větší) ze 14. stol. Vychází opět z Vita minor s některými pozdějšími přídavky.

### České zpracování
- Legenda o sv. Prokopu ze 14. stol. je vedle Života svaté Kateřiny jednou z nejznámějších staročeských veršovaných legend. Svůj obsah čerpá z Vita minor. Zachovala se v jediném znění, v tzv. Hradeckém rukopisu (polovina 14. století).
- Volně se českou legendou inspiroval básník Jaroslav Vrchlický ve své rozsáhlé lyricko-epické poemě Legenda o svatém Prokopu (1878, samostatně 1884).